# Massimo Giordano (tenore)
Massimo Giordano (Pompei, 19 febbraio 1971) è un tenore italiano.

## Biografia
Nato a Pompei, a otto anni si trasferisce a Trieste e inizia lo studio del flauto al Conservatorio Giuseppe Tartini.  Alla vigilia del diploma scopre le sue potenzialità vocali.  e viene accettato nella classe di canto di Cecilia Fusco. Nel 1997 vince il concorso lirico Teatro lirico sperimentale "Adriano Belli" di Spoleto, che gli consente il debutto ne La clemenza di Tito di Mozart nel ruolo del protagonista al Teatro Caio Melisso, e di Alfredo ne La traviata di Giuseppe Verdi al Teatro Nuovo "Gian Carlo Menotti".
Tenore lirico, affronta nei primi anni di attività ruoli del repertorio lirico leggero e del repertorio francese. Successivamente la voce si sviluppa verso corde drammatiche che lo portano ad affrontare Cavaradossi in Tosca di Puccini o Don Carlo nel Don Carlo di Verdi. Canta nel Wiener Staatsoper di Vienna, alla Bayerische Staatsoper di Monaco, la Deutsche Oper e la Staatsoper di Berlino, la Royal Opera House di Londra, l'Opéra di Parigi, il Metropolitan di New York.
Il 29 ottobre 2012 Massimo Giordano firma un'esclusiva con la BMG. e nel maggio 2013 esce il suo primo album da solista Amore e tormento, accompagnato dall'Ensemble del Maggio Musicale Fiorentino (rinforzato a cinquanta elementi e diretto da Carlo Goldstein). Giordano interpreta le celebri romanze da Tosca, Andrea Chenier, Turandot, L'arlesiana, Adriana Lecouvreur e alcune pagine meno celebri, come l'aria da Le villi di Puccini.

## Carriera
- 1997 Vince il concorso lirico internazionale A. Belli di Spoleto, grazie a cui debutta nel ruolo del titolo ne La clemenza di Tito, di Mozart, e di Alfredo ne La traviata di Verdi.
  - Interpreta al Teatro Verdi di Trieste Ernesto nel Don Pasquale di Donizetti.
- 1998 Werther di Massenet al Teatro Valli a Reggio Emilia.
- 1999 Roméo et Juliette di Gounod con Mariella Devia al Teatro Regio di Parma.
- 2000 Le jongleur de Notre Dame di Massenet, spettacolo inaugurale della stagione del Grande Giubileo dell'Opera di Roma, nel ruolo del protagonista, il giullare Jean. Direttore Gianluigi Gelmetti.
- 2001 Interpreta Fenton Falstaff di Verdi, diretto da Claudio Abbado alla guida dei Berliner Philharmoniker, al Festival di Salisburgo. Regia di Declan Donnellan. Ancora Fenton nella ripresa dello spettacolo nel Festival estivo, diretto da Lorin Maazel alla guida dei Wiener Philharmoniker.
  - Inaugura la stagione dell'Opera di Roma come Ruggero ne “La rondine” di Puccini.
- 2003/2004 Messa da requiem di Verdi, diretta da Riccardo Chailly con la Orchestra reale del Concertgebouw ad Amsterdam e in altre sedi.
- 2004 Interpreta Rinuccio nel Gianni Schicchi di Puccini al Festival di Glyndebourne, sotto la direzione di Vladimir Jurowski alla guida della London Philharmonic Orchestra. Dallo spettacolo è stato tratto un DVD.[6]
- 2005 Messa da requiem di Verdi in memoria di Giovanni Paolo II, diretta da Gianluigi Gelmetti in Santa Maria degli Angeli a Roma.
  - Debutta a New York nella Mignon di Thomas alla Carnegie Hall, in concerto.[7]
- 2006 Debutto al Metropolitan di New York. Canta Des Grieux nella Manon di Massenet con Renée Fleming, edizione di cui esiste la registrazione 'on demand' dal sito del Met.
- 2007 Rinuccio in Gianni Schicchi di Puccini diretto da James Levine al Metropolitan di New York. Dallo spettacolo è stato prodotto un DVD.
- 2008 Interpreta Des Grieux nella Manon di Massenet alla Wiener Staatsoper, a fianco di Anna Netrebko
  - Alfredo ne La traviata al Metropolitan di New York nello spettacolo firmato da Franco Zeffirelli, a fianco di Anja Harteros.
  - Al Festival di Glydebourne interpreta Lensky nell'Evgenij Onegin di Tchaikovsky, sotto la direzione di Vladimir Jurowski alla guida della London Philharmonic Orchestra. Regia di Graham Vick.
- 2009 Tour europeo di concerti, tutti esauriti, in coppia con Anna Netrebko.
  - Rodolfo in La bohème di Puccini, al Metropolitan di New York, nello spettacolo firmato da Franco Zeffirelli.
  - Sempre al Metropolitan, Giordano canta Nemorino ne L'elisir d'amore a fianco di Angela Gheorghiu. Dirige Maurizio Benini.
- 2010 Interpreta Don Josè nella Carmen che a Vienna celebra l'addio del mitico direttore artistico della Staatsoper, Joan Hollender, che lascia dopo diciotto anni di regno. Nel cast la Micaela di Anna Netrebko[8].
- 2011 Giordano è Don Carlo nell'omonima opera di Verdi alla Deutsche Oper Berlin.
- 2012 Debutto al San Francisco Opera a San Francisco, il più importante teatro d'opera degli Stati Uniti dopo il Metropolitan di New York. Mario Cavaradossi in Tosca di Puccini al fianco di Angela Gheorghiu.
- 2013 Giordano è Mario Cavaradossi in Tosca alla Royal Opera House di Londra, ancora a fianco di Angela Gheorghiu.
  - Inaugura l'80º Maggio Musicale Fiorentino come protagonista del Don Carlo di Verdi diretto da Zubin Mehta.
  - Debutta il ruolo di Foresto nell'Attila di Verdi alla Deutsche Oper Berlin di Berlino.
  - Inaugura la stagione 2013-2014 della Wiener Staatsoper come Alfredo ne La traviata di Verdi.
  - Canta Mario Cavaradossi alla Bayerische Staatstoper di Monaco di Baviera, nella Tosca diretta da Kirill Petrenko.